# Arroyo del Medio (Arroyo Grande)
Der Arroyo del Medio ist ein Fluss in Uruguay.
Er entspringt südlich von Andresito in der Cuchilla de Marincho. Von dort verläuft er auf dem Gebiet des Departamentos Flores in nordwestliche Richtung. Er mündet westsüdwestlich von Andresito an der dort gelegenen Grenze zum Nachbardepartamento Soriano unweit flussaufwärts der Mündung des Arroyo Sauce als rechtsseitiger Nebenfluss in den Arroyo Grande.